# Erik Durm
Erik Durm (Pirmasens, 12 mei 1992) is een Duits voetballer die als linksback en als rechtsback uit de voeten kan. Hij verruilde Eintracht Frankfurt in juli 2022 voor 1. FC Kaiserslautern. Durm debuteerde in 2014 in het Duits voetbalelftal.

## Clubcarrière
Durm speelde in de jeugd bij SG Rieschweiler, 1. FC Saarbrücken en Mainz 05. Durm scoorde twaalf doelpunten uit 33 wedstrijden als aanvaller voor het tweede elftal van Mainz 05. In 2012 werd hij aangetrokken door Borussia Dortmund. Op 21 juli 2012 debuteerde hij voor Borussia Dortmund II in de 3. Liga tegen VfL Osnabrück. Hij speelde 28 competitiewedstrijden voor het tweede elftal tijdens het seizoen 2012/13 in de 3. Liga. Op 10 augustus 2013 debuteerde hij voor Borussia Dortmund in de Bundesliga in een 0–4 uitzege bij FC Augsburg. Hij kwam na 87 minuten op het veld als invaller voor Robert Lewandowski. In de zomer van 2018 vertrok Durm naar Huddersfield Town, dat uitkwam in de Engelse Premier League. Na het seizoen 2018/19 vertrok Durm naar Duitsland. Hij tekende daar een contract bij Eintracht Frankfurt, waarmee hij in het seizoen 2021/22 de UEFA Europa League won, ten koste van Rangers.

## Interlandcarrière
Durm scoorde twee keer in twee wedstrijden voor Duitsland onder 19. Hij kwam eenmalig uit voor Duitsland onder 20 en vijfmaal voor Duitsland onder 21. Onder leiding van bondscoach Joachim Löw maakte hij zijn debuut voor de Duitse A-ploeg op 1 juni 2014 in de vriendschappelijke thuiswedstrijd tegen Kameroen (2–2). Hij werd in dat duel na 85 minuten vervangen door Benedikt Höwedes. Op 2 juni werd Durm door Löw opgenomen in de selectie voor het wereldkampioenschap voetbal in Brazilië. Destijdse clubgenoten Mitchell Langerak (Australië), Sokratis Papastathopoulos (Griekenland), Kevin Großkreutz, Mats Hummels, Roman Weidenfeller en Marco Reus (Duitsland) waren ook actief op het toernooi.

## Erelijst
| Competitie          |                   |                   |                   |                   |
| Competitie          | Aantal            | Jaren             |                   |                   |
| Borussia Dortmund   | Borussia Dortmund | Borussia Dortmund | Borussia Dortmund | Borussia Dortmund |
| ------------------- | ----------------- | ----------------- | ----------------- | ----------------- |
| DFB-Pokal           | 1x                | 2016/17           |                   |                   |
| DFL-Supercup        | 2x                | 2013, 2014        |                   |                   |
| Eintracht Frankfurt |                   |                   |                   |                   |
| UEFA Europa League  | 1x                | 2021/22           |                   |                   |
| Duitsland           |                   |                   |                   |                   |
| FIFA WK             | 1x                | 2014              |                   |                   |